# Melitta Schenk Gräfin von Stauffenberg
La comtesse Melitta Schenk von Stauffenberg, née Melitta Schiller (9 janvier 1903 en Posnanie — tuée en combat le 8 avril 1945), était une aviatrice allemande qui a servi comme pilote d'essai pour la Luftwaffe durant la Seconde Guerre mondiale. Elle a été la seconde femme allemande à obtenir le titre de « commandant de bord » (Flugkapitän). Elle fit plus de 2 500 vols d'essai aux commandes de bombardiers en piqué. Elle est ainsi le deuxième pilote à en effectuer autant dans la Luftwaffe. Melitta von Stauffenberg a été décorée de la Croix de fer seconde classe, de l'Insigne de combat de la Luftwaffe et de l'Insigne de pilote-observateur en Or avec diamants. 
En 1944, elle a été arrêtée avec d'autres membres de la famille du comte Claus Schenk von Stauffenberg, la Gestapo la soupçonnant d'être de connivence avec ses beaux-frères dans la tentative d'assassinat ratée d'Adolf Hitler, mais elle a été libérée rapidement pour pouvoir poursuivre ses essais. Melitta von Stauffenberg est morte après avoir été abattue par un chasseur allié le 8 avril 1945.

## Biographie

### Jeunesse
Melitta Schiller naît à Krotoschin, arrondissement de Krotoschin, province de Posnanie, le 9 janvier 1903, de l'architecte Michael Schiller, fils d'un commerçant juif, converti au protestantisme dans sa jeunesse et de Margaret Eberstein. Elle a quatre frères et sœurs : Marie-Louise, Otto, Jutta et Klara. À la fin de la Première Guerre mondiale, sa famille doit quitter la Posnanie devenue polonaise, et Melitta grandira chez sa grand-mère à Hirschberg, en Silésie.
Elle passe le diplôme d'entrée à l'université en 1922, étudie les mathématiques, la physique et l'ingénierie, et se spécialise dans l'aéronautique à l'Université de Munich. En 1927 elle obtient la mention cum laude.

### L'aviatrice
Melitta Schiller commence à travailler pour le Deutsche Versuchsanstalt für Luftfahrt  (DVL), un institut expérimental aéronautique, à Berlin-Adlershof en 1928. Elle a déjà acquis le brevet de planeur et prend ses premières leçons dans un avion à moteur. En 1936, elle est écartée de l'institut de recherche à cause de son ascendance juive. Elle entre alors, en tant qu'ingénieur, chez Askania, à Berlin, société au sein de laquelle elle développe des outils de navigation et des systèmes de direction pour des hydravions comme le Blohm & Voss Ha 139 et le Dornier Do 18. Elle se marie avec l'historien Alexander von Stauffenberg en 1937 et devient de ce fait la belle-sœur de comte Claus Schenk von Stauffenberg, qui commettra l'attentat sur Hitler le 20 juillet 1944.  
Le 28 octobre 1937, elle obtient le grade de « commandant de bord » (Flugkapitän), et devient la seule femme allemande après Hanna Reitsch, à recevoir ce grade. Elle a finalement obtenu des licences pour toutes les classes d'avion de combat, ainsi que celui de pilote acrobatique et de planeur.

### Seconde Guerre mondiale
Au début de la Seconde Guerre mondiale, Melitta von Stauffenberg travaille pour la Croix Rouge, mais la Luftwaffe charge Askania de la faire exploiter des techniques nouvelles à Berlin et au centre d'essais de Rechlin, dans le Mecklembourg.
Elle y effectue la mise au point des appareils de visée pour les bombardiers en piqués (Stuka). Pour tester les améliorations de ces appareils, elle effectue elle-même près de 2 500 vols en piqué, avec parfois plus de quinze vols d'essai par jour, durant lesquels elle plonge depuis une altitude de 4 000 mètres jusqu'à une altitude de 1 000 mètres. Son travail dangereux est alors considéré comme extrêmement important pour l'effort de guerre allemand, ce qui lui permet d'obtenir de lui donner un statut équivalent à une citoyenne aryenne de plein droit. Il semblerait aussi que cela ait été un atout important lors de son arrestation à la suite de la tentative d'assassinat de Stauffenberg envers Hitler, ce qui lui a permis d'éviter la déportation vers les camps de concentration.
En 1942, Melitta von Stauffenberg poursuit ses vols d'essai avec quasiment tous les prototypes des constructeurs Messerschmitt et Junker à l'académie technique de la Luftwaffe à Berlin-Gatow. Elle rend sa thèse de maîtrise en 1944 et elle est reçue avec mention. Elle devient alors chef technique de son propre institut scientifique, où elle entreprend entre autres des études aérodynamiques.
Melitta von Stauffenberg avait des contacts réguliers avec Claus et Berthold von Stauffenberg dans son appartement de la Tristanstrasse, 8-10 à Berlin-Nikolassee. Sa dernière rencontre avec les frères Stauffenberg et des personnes du cercle des conspirateurs dans ce lieu datait du 16 juillet 1944. Ceci est prouvé par les notes de son journal personnel. Tirer un rôle de co-conspirateur à partir de ces informations est tout aussi absurde que l'affirmation contraire selon laquelle elle n'aurait rien su des projets de son beau-frère,. Après l'attentat échoué, elle-même et son mari sont arrêtés par la Gestapo dans le cadre de la Sippenhaft (arrestation des membres de la famille de suspects). Mais elle est libérée de prison après seulement six semaines, en raison de l'importance militaire de son travail. Elle est dorénavant appelée officiellement « comtesse Schenk » sans « von Stauffenberg », la seconde partie de son nom étant bannie du vocabulaire nazi. Son mari est maintenu en détention dans un camp de concentration avec tous les autres membres de la famille Stauffenberg. Melitta Schenk profite de sa position pour les aider autant qu'elle le peut et elle obtient même de pouvoir visiter son mari une fois par mois.
En avril 1945, son centre d'essai est transféré de Berlin-Gatow vers le sud de l'Allemagne à cause de l'avancée des troupes soviétiques. Le 8 avril 1945, elle en profite pour tenter de rejoindre son mari aux commandes d'un avion Bücker Bü 181, dans le but de le délivrer. Mais, près de Straßkirchen, en Bavière, elle est repérée par un avion américain qui la prend en chasse et l'abat. Elle parvient encore à se poser d'urgence, mais, grièvement blessée, elle succombe quelques heures plus tard à ses blessures.

## Décorations
- Croix de fer seconde classe
- Insigne des aviateurs
- Insigne de pilote-observateur en Or avec diamants